# Нојетинг
Нојетинг (њем. Neuötting) град је у њемачкој савезној држави Баварска. Једно је од 24 општинска средишта округа Алтетинг. Према процјени из 2010. у граду је живјело 8.381 становника. Посједује регионалну шифру (AGS) 9171125.

## Географски и демографски подаци
Нојетинг се налази у савезној држави Баварска у округу Алтетинг. Град се налази на надморској висини од 392 метра. Површина општине износи 36,6 km². У самом граду је, према процјени из 2010. године, живјело 8.381 становника. Просјечна густина становништва износи 229 становника/km².

## Међународна сарадња
| Мјесто | Држава | Врста сарадње | Од    |
| ------ | ------ | ------------- | ----- |
|        | Чешка  | партнерство   | 1991. |
| Извор  |        |               |       |